# باغ راما
باغ راما نام رمانی در گونهٔ علمی-تخیلی است که در سال ۱۹۹۱ به قلم آرتور سی. کلارک و با همکاری جنتری لی نگاشته شد و سومین کتاب از مجموعهٔ میعاد با راما، راما ۲ و راز راما می‌باشد.
کتاب‌های «میعاد با راما» و «راز راما» در ایران توسط نشر هرم منتشر شده است.